# Häxprocessen i Tuna och Idenor
Häxprocessen i Tuna och Idenor ägde rum i pastoratet Tuna och Idenor under det stora oväsendet i Hälsingland mellan 1673 och 1674. Den resulterade i sju avrättningar 1674.
Det stora oväsendet spred sig våren 1671 från Dalarna till Hälsingland. Den första häxprocessen i Hälsingland ägde rum i Ovanåker. I oktober utsågs en trolldomskommission för Hälsingland. Kommissionen besökte först Ovanåker, och fortsatte sedan till Bollnäs, Norrala, Delsbo, Tuna Idenor och Ljusdal. 
Ett flertal personer anklagades av barn för att ha fört dem till häxsabbat med Djävulen i Blåkulla. 
Trolldomskommissionen dömde sju av de anklagade personerna till döden. Avrättningen utfördes genom halshuggning följt av bränning på bål.